# Radula tasmanica
Radula tasmanica är en bladmossart som beskrevs av Franz Stephani. Radula tasmanica ingår i släktet radulor, och familjen Radulaceae. Inga underarter finns listade i Catalogue of Life.